# Jayton (Texas)
Jayton es una ciudad ubicada en el condado de Kent en el estado estadounidense de Texas. En el Censo de 2010 tenía una población de 534 habitantes y una densidad poblacional de 121,5 personas por km².

## Geografía
Jayton se encuentra ubicada en las coordenadas 33°15′1″N 100°34′30″O / 33.25028, -100.57500. Según la Oficina del Censo de los Estados Unidos, Jayton tiene una superficie total de 4.4 km², de la cual 4.4 km² corresponden a tierra firme y (0%) 0 km² es agua.

## Demografía
Según el censo de 2010, había 534 personas residiendo en Jayton. La densidad de población era de 121,5 hab./km². De los 534 habitantes, Jayton estaba compuesto por el 94.19% blancos, el 0.19% eran afroamericanos, el 1.12% eran amerindios, el 0% eran asiáticos, el 0% eran isleños del Pacífico, el 3.37% eran de otras razas y el 1.12% pertenecían a dos o más razas. Del total de la población el 16.85% eran hispanos o latinos de cualquier raza.